# Andrew John Nally
Andrew John Nally (ur. 7 czerwca 1988 w Rochster) – amerykański siatkarz, grający na pozycji przyjmującego.

## Sukcesy reprezentacyjne
Puchar Panamerykański:
- 2014